# Новелли, Пьетро Антонио (1729)
Пьетро Антонио Новелли (итал. Pietro Antonio Novelli; 7 сентября 1729, Венеция — 13 января 1804, Венеция, Венецианская провинция) — итальянский живописец и гравёр.

## Биография
Уроженец Венеции, выходец из династии живописцев и гравёров, среди представителей которой, помимо него, были Пьетро Антонио Новелли (фр.), иногда называемый Первым (1568-1625) и Пьетро Антонио Новелли Второй (1608-1647).
Пьетро Антонио Новелли Третий был учеником художника Якопо Амигони. Значительное влияние на его творчество оказали также Франческо Гварди и Джованни Баттиста Тьеполо.
В 1768 году Новелли был избран действительным членом Венецианской академии, для которой написал «Аллегорию искусства».
В 1770-х годах он создал ряд алтарей и фресок для церквей северной Италии. Как гравер, работал, в том числе, в области книжной иллюстрации. В этот же период с Новелли познакомился русский князь Николай Борисович Юсупов, который делал ему заказы, как для себя, так и для императрицы Екатерины II.
С 1779 по 1800 год Новелли жил в Риме, в возрасте почти 70 лет вернулся в Венецию, где и умер в 1804 году.
Новелли являлся автором мемуаров, которые были опубликованы посмертно в 1834 году. 
Его сын, Франческо (1764-1836), также стал художником.

## Галерея

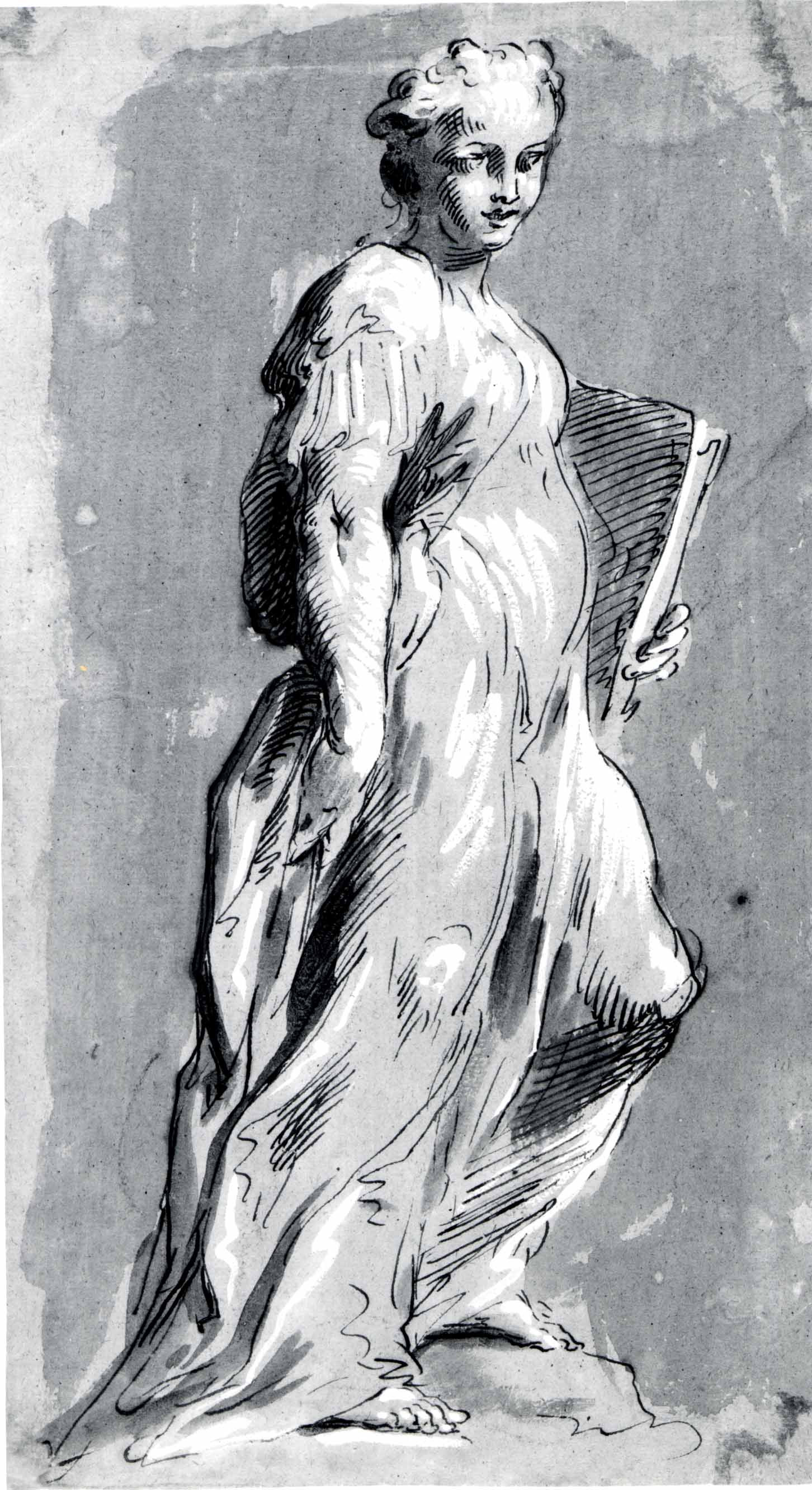
Аллегорическая фигура
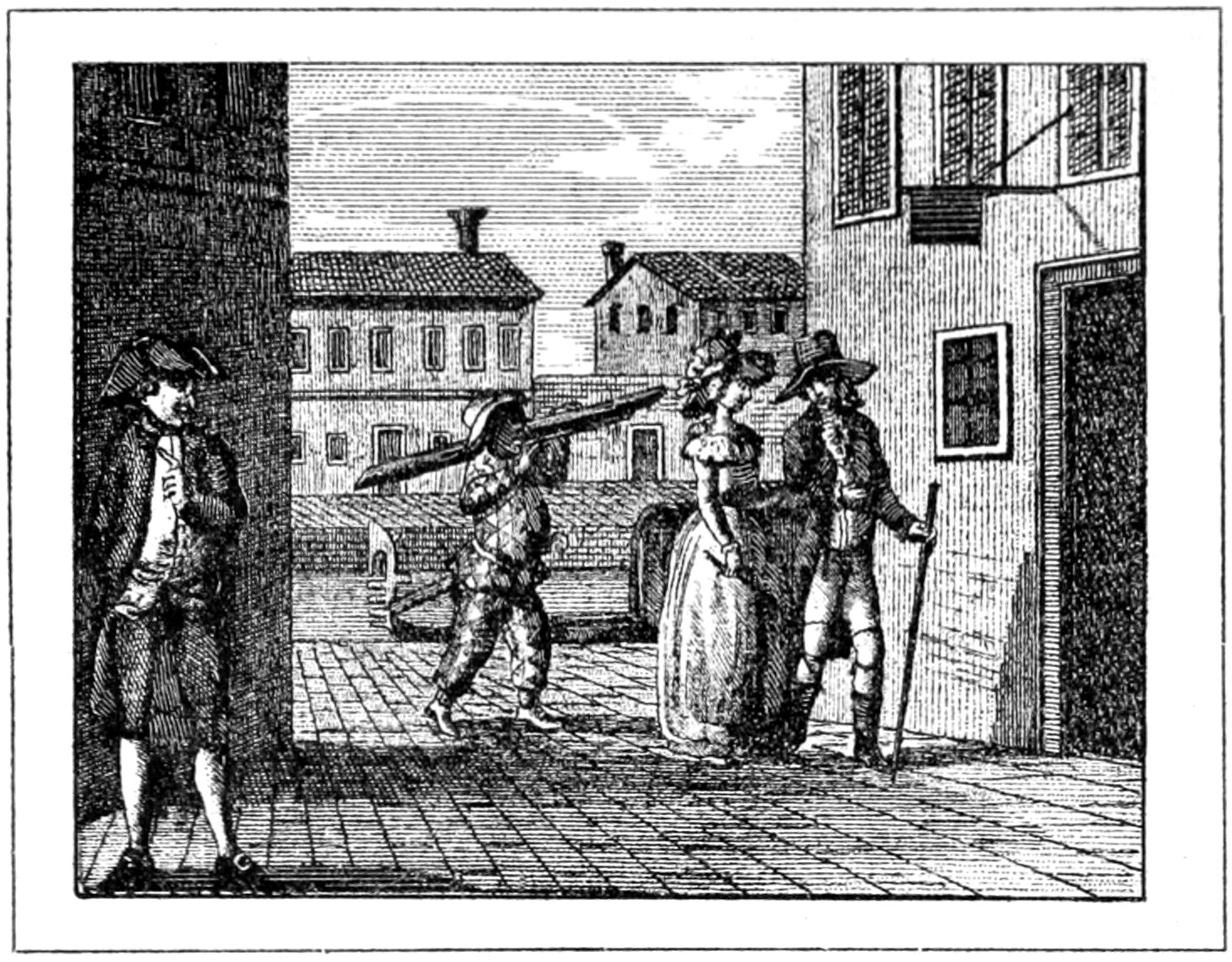
Иллюстрация к венецианскому изданию сборника либретто Карло Гольдони
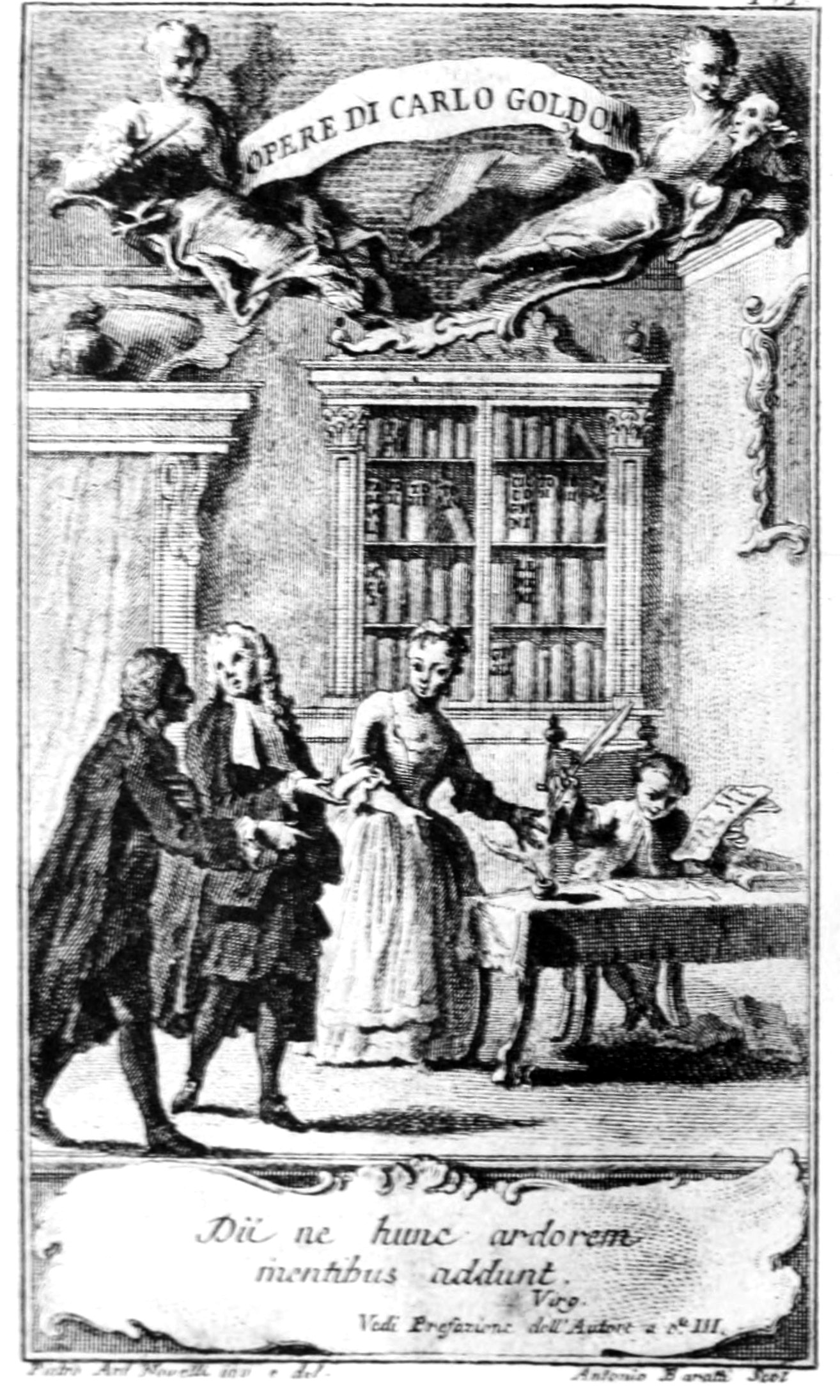
Иллюстрация к венецианскому изданию сборника либретто  Карло Гольдони
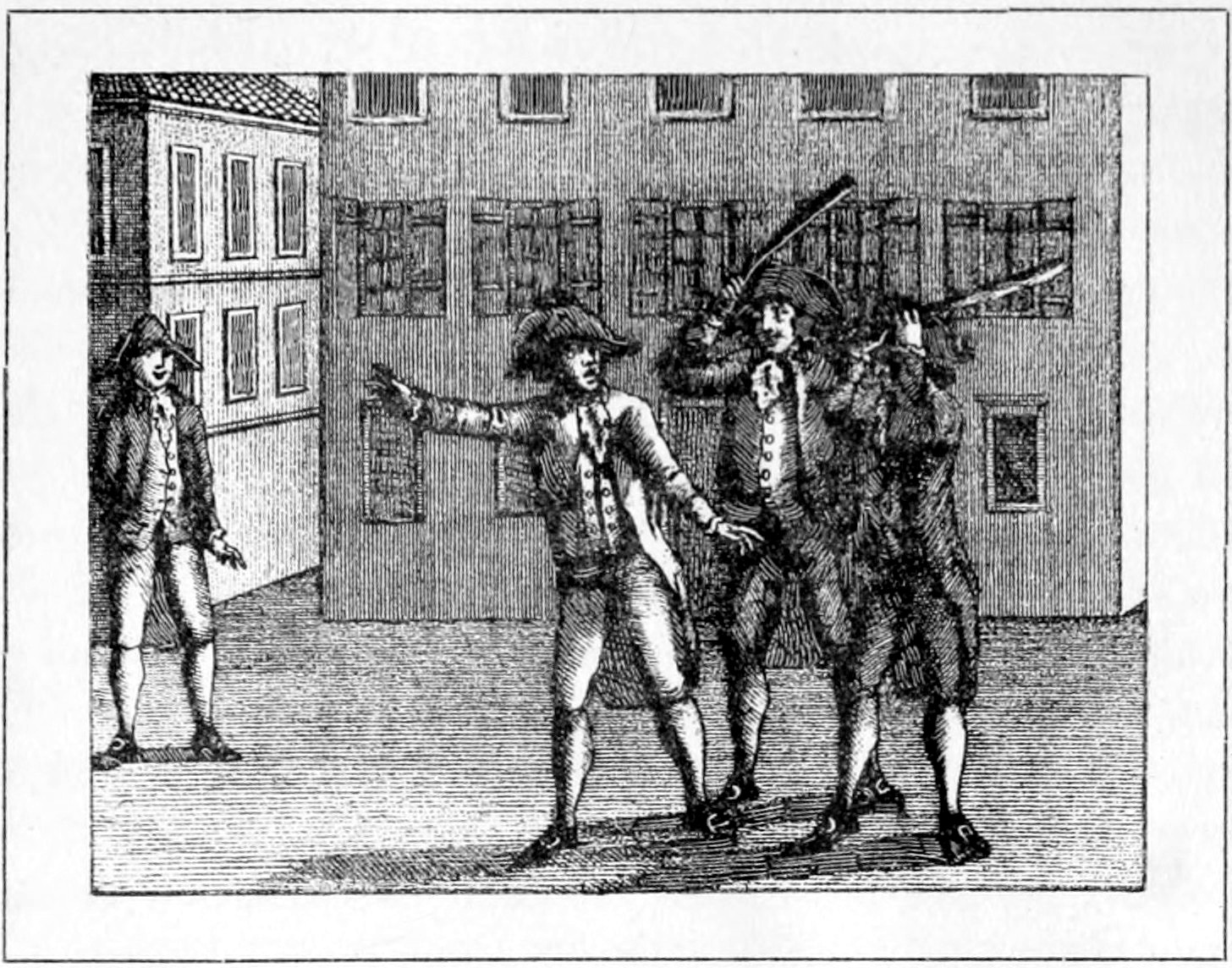
Иллюстрация к венецианскому изданию сборника либретто  Карло Гольдони
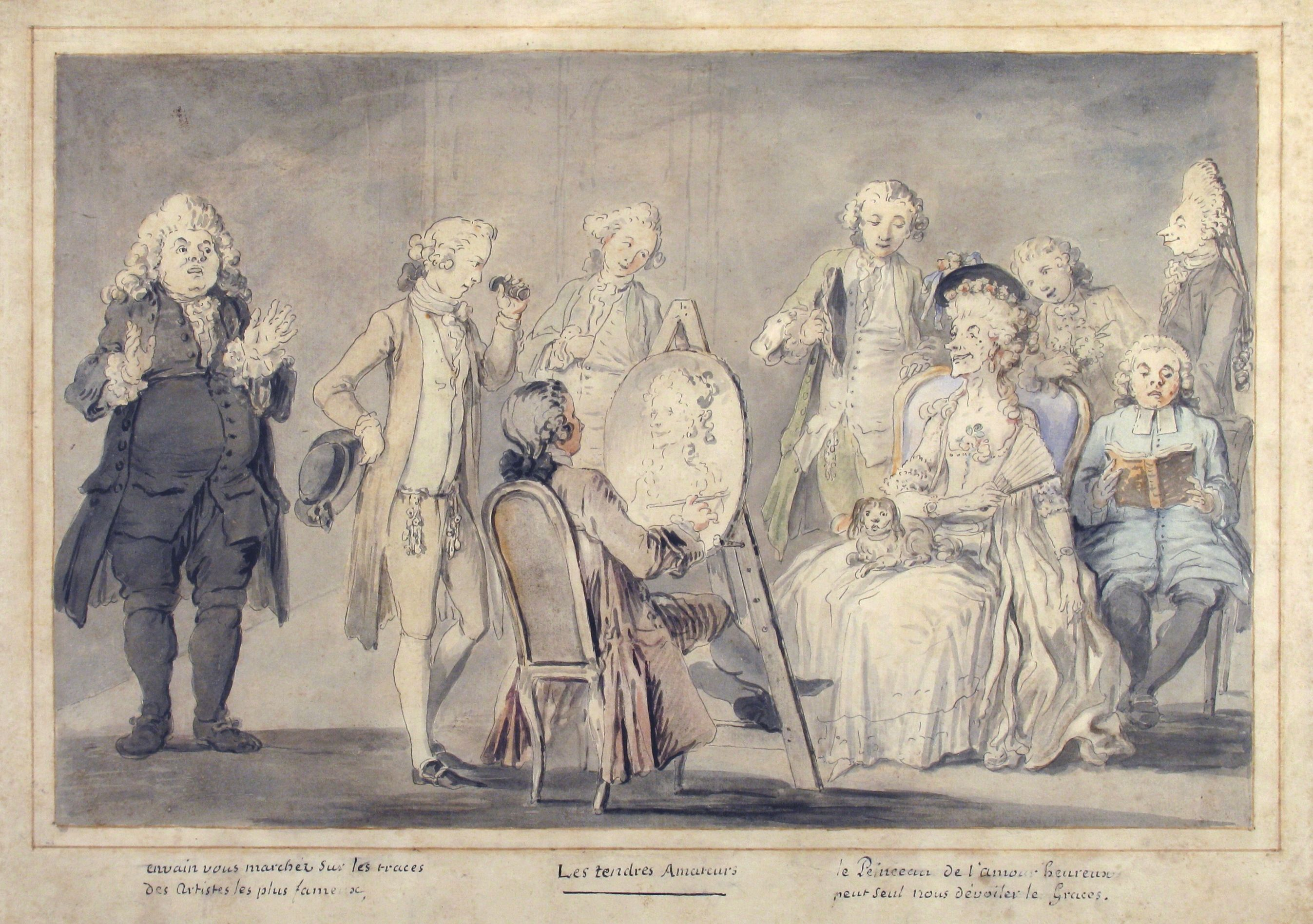
Художник, пишущий портрет богатой пожилой дамы. Сатирический рисунок. Метрополитен-музей, Нью-Йорк
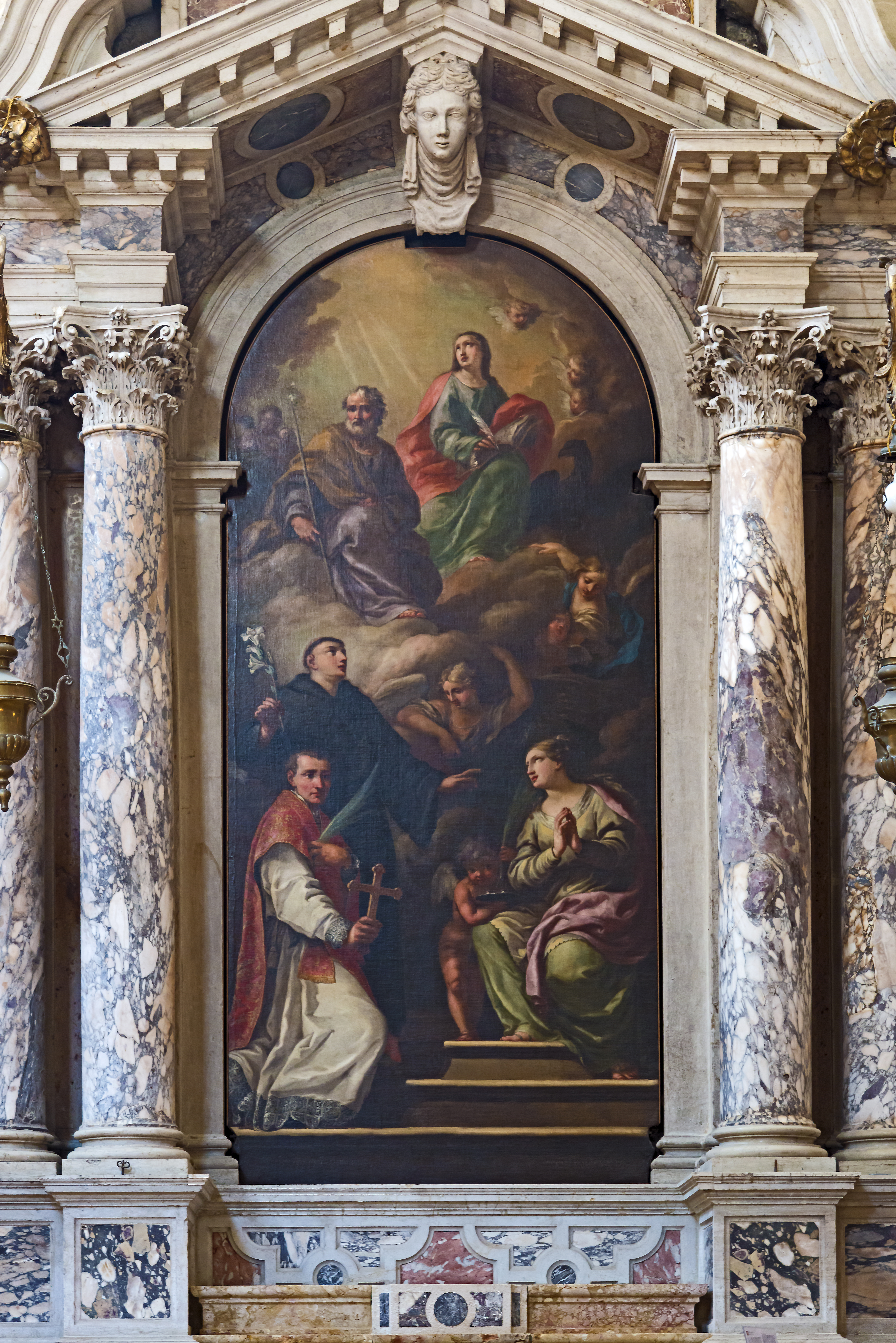
Святые Антоний Падуанский (слева с цветком), Людовик Тулузский (слева впереди), Луция (Люсия) Сиракузская (справа впереди), Евангелист Иоанн (справа вверху) и неизвестный святой (слева вверху). Церковь Сан-Лио, Венеция
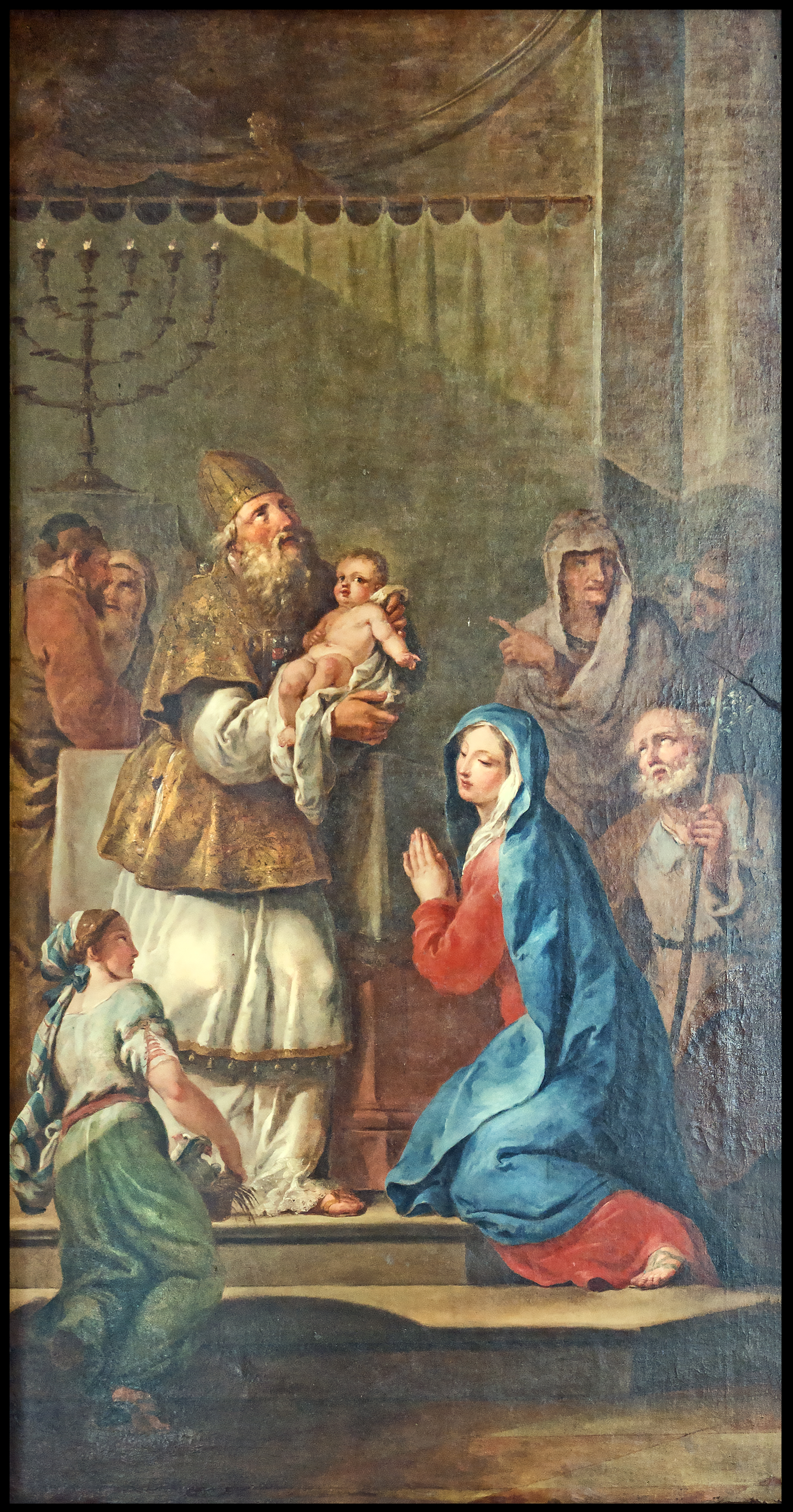
Принесение Младенца в храм. Церковь Сан-Джеремия, Венеция